# Sayn-Wittgenstein-Sayn
Sayn-Wittgenstein-Sayn  era una contea della Renania-Palatinato, in Germania, che comprendeva le terre della regione di Sayn.

## Storia
La contea di Sayn-Wittgenstein-Sayn venne creata come partizione del Sayn-Wittgenstein nel 1607.  Alla morte del conte Guglielmo III nel 1623 senza chiari eredi, i problemi di successione portarono all'annessione della contea da parte dell'Arcivescovato di Colonia.  Fu solo con un trattato nel 1648, alla fine della guerra dei trent'anni che fu deciso che la contea dovesse andare alle sorelle Ernestina e Giovannetta, con la reggenza della loro madre Luisa Giuliana.  Divisero la contea in Sayn-Wittgenstein-Sayn-Altenkirchen e Sayn-Wittgenstein-Hachenburg poco dopo.

## Conti di Sayn-Wittgenstein-Sayn (1607–1623)
- Guglielmo III (1607–23)

## Conti di Sayn-Wittgenstein-Sayn sotto l'Arcidiocesi di Colonia (1623-1648)
- Ferdinando di Baviera (1623-1648)